# Ingenhaeff (Adelsgeschlecht)

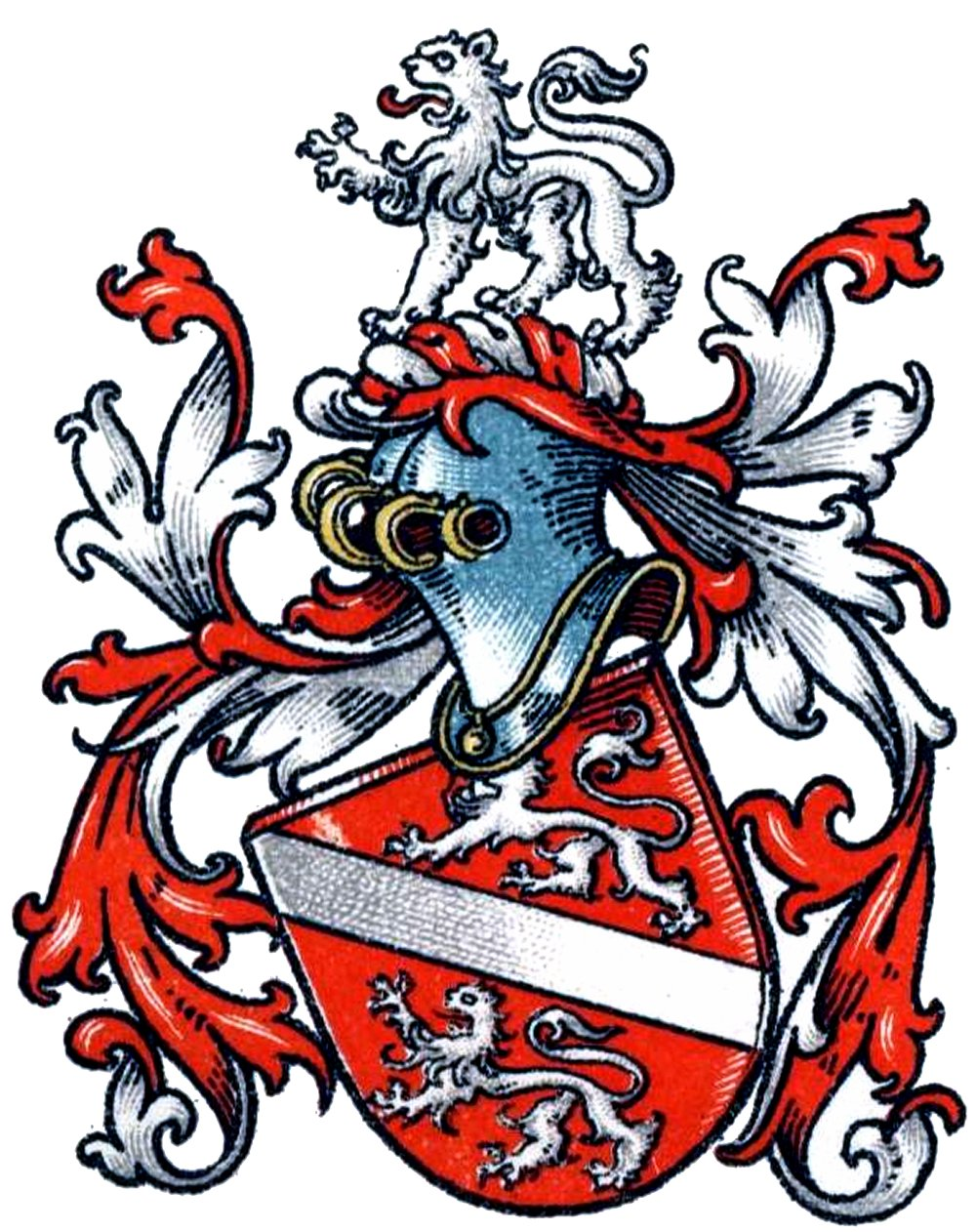
Stammwappen derer von Ingenhaeff

Ingenhaeff (auch: Ingenhave(n), Ingenhoven, in gen Hoeve o. ä.) ist der Name eines klevischen Adelsgeschlechts.

## Geschichte
Die Familie Ingenhaeff gehört dem jülichschen Uradel an und wurde mit Sander Ingenhove im Jahre 1383 zuerst urkundlich genannt. Die Stammreihe beginnt um 1550 mit Ludolf von Ingenhaeff auf Bärenkamp (Dinslaken) im Herzogtum Kleve. Das Geschlecht konnte sich nach Sachsen, Hessen und Schlesien ausbreiten, einzelne Söhne standen in dänischen und österreichischen Militärdiensten. Die Großherzoglich hessische Anerkennung und Bestätigung des Freiherrenstandes erfolgte am 9. April 1840 in Darmstadt für Silvio Freiherr von Ingenhaeff (1812–1876).
Gutsbesitz bei der Familie bestand auch zu Cassel (1614) bei Budberg und Gelinde (1550), jeweils im späteren Kreis Rheinberg, sowie zu Schwarzenmühle im Amt Bochum (1588), zudem zeitweise in der Oberlausitz zu Quolsdorf (1720–1761) und in Schlesien zu Mittelherwigsdorf und Deutsch-Paulsdorf (1720–1761), weiterhin auch zu Pließkowitz (1761–1770).

## Wappen
Das Stammwappen zeigt in Rot ein silberner Schrägrechtsbalken, begleitet von zwei aufwärts schreitenden silbernen Leoparden. Auf dem Helm mit rot-silbernen Decken ein sitzender silberner Löwe.

## Angehörige
- Johann Peter von Ingenhaeff († 1717), dänischer Generalmajor[6]
- Christopher Frederik Ingenhaeff (1703–1781), dänischer Generalleutnant[7]